# ニコラジ
ニコラジは、2010年4月5日から2017年9月29日まで放送されていたニコニコ動画内のニコニコ生放送のラジオ番組。2015年2月18日で放送1000回目を迎えた。

## 概要
ニコニコ動画の初ラジオ。
これまでのニコニコ生放送では、一般のネットユーザーによる音声のみのラジオ番組は配信されていたが、公式としてのラジオ番組は生放送した事がなかった。
ニコニコ生放送でラジオDJを探していたイベントでMCをしていたやまだひさしにオファーをかけたものの、当時やまだは『やまだひさしのラジアンリミテッドDX』（TOKYO FM、2010年3月終了）のDJを務めていた為に簡単にOKをもらえなかった。しかしやまだひさしのラジアンリミテッドDXの番組がリニューアル（やまだひさしのラジアンリミテッドF）により放送が週1になり現在に至る。
番組開始当初は原宿にあった「ニコニコ本社」から放送を行っていた。2011年10月には番組のリニューアルが図られた。
2014年10月には、ニコニコ本社が池袋の「P'PARCO」へ移転。番組も池袋のニコニコ本社内に設置された「ニコぶくろスタジオ」からの公開生放送となる。また、移転にあわせて放送時間が19時〜20時へ変更となったほか、パーソナリティやアシスタントなども一新された。
番組内では、基本的にリスナーのことをユーザーと呼び、番組に寄せられた投稿を読む場合は「ニコニコネーム」と前置きした上でラジオネームを紹介する。楽曲(ミュージックビデオ)は基本的にフルコーラスでオンエアされるが、ミュージックビデオがない場合はジャケット写真など、スタッフが用意した静止画がオンエアされる。

### 曜日別テーマ
ラジアンDX時代同様、曜日別テーマが以下の通り設けられている。2011年10月からテーマが一新された。
|        | 旧テーマ                                | 現行のテーマ   |
| 月曜日 | 熱くなる月曜日                          | やってみたの日 |
| 火曜日 | 戦う火曜日                              | 頼ってみたの日 |
| 水曜日 | 恋する水曜日 コミュニケーションな水曜日 | 呼んでみたの日 |
| 木曜日 | 初挑戦の木曜日                          | VOCALOIDの日   |
| ------ | --------------------------------------- | -------------- |

## 主な出演者

### 現在の出演者一覧
2014年10月現在。
|                | 月曜日         | 火曜日       | 水曜日       | 木曜日       | 金曜日     |
| パーソナリティ | やまだひさし   | やまだひさし | やまだひさし | やまだひさし | 百花繚乱   |
| アシスタント   | みるきぃぬ     | カミィ       | 茸           | Ry☆          | 週替わり   |
| 絵師スタント   | せらみかる     | せらみかる   | 5月病マリオ  | 5月病マリオ  | ぽあろ     |
| 放送作家       | 偽乳           | おぱやん     | 苦悶先生     | おじ3        | たけちゃん |
| ディレクター   | たっどころさん | ゴルフ       | 志岐         | ケンケン     | -          |
| -------------- | -------------- | ------------ | ------------ | ------------ | ---------- |

- 以前はFooさんが絵を使って運営コメント担当として参加していたが、現在は月一レギュラー(不定期)として番組に加わっている。その際カメラに顔は映らない。

### 現在の出演者情報
パーソナリティ
- 月曜日 - 木曜日 やまだひさし

「白やまだ（TOKYO FM「シナプス」）」と「黒やまだ（ラジオ深夜放送）」がいる。ニコラジでは主にそのうちの「黒やまだ」のようだ。自称金髪の異端児。
- 金曜日 百花繚乱

ニコニコ生放送の放送配信者。過去には月曜日・土曜日アシスタントとして登場していたが、2014年10月のリニューアルに伴いパーソナリティへ昇格した。
アシスタント
- 月曜日 みるきぃぬ

2014年10月から登場。ニコニコ生放送の放送配信者でもある。「一ノ瀬翠」名義でモデルや声優としても活動している。
- 火曜日 カミィ

2014年10月から登場。ニコニコ生放送の放送配信者でもある。コスプレイヤーでもあり、放送ではコスプレをして出てくることが多い。
- 水曜日 茸

2014年10月から登場。ゲーム実況者でもある。
- 木曜日 Ry☆

2014年10月から登場。踊り手として有名。過去には「ギルティ†ハーツ」のメンバーとして金曜ニコラジのパーソナリティを担当したこともある。
- 月1 Fooさん

月に1回アシスタントとして登場する。ドワンゴコンテンツ所属のプロデューサーでニコラジの初代プロデューサーも務めていた。
絵師スタント
- 月曜日、火曜日 せらみかる

絵師であるが、作曲やゲーム制作もできる。
- 水曜日、木曜日 5月病マリオ

漫画家・イラストレーターとしても活動している。
- 金曜日 ぽあろ

2014年11月から登場。
作家
- 月曜日 偽乳

2010年4月7日水曜日の初回放送では「巨乳」と紹介されたが、再度画面に巨乳の姿が現れた時、乳に挟んだタオルを修正中の模様が映し出されてしまい、以来偽乳と呼ばれる様になる。
放送中はヘッドギア常備。1万人来場がないとジムへ直行するのこと。
2014年10月より月曜日担当となった。
- 火曜日 おぱやん

投稿絵では｢煮るなり焼くなり好きにしていい｣と言っている。
コメント全読み時の部屋決めアミダの歌い手でもある。最期は日本語の歌詞であったが、現在はフランス語で歌っている（ただし歌詞は適当とのこと）。
他の曜日の時に、機材の不調、来場者数が少ないなどがあると、おぱやんのせいにされることが多いほか、イラストでメインに抜擢されることも多い。
実はやまだとFooさんの大事な小話をトイレなどでこっそり聞き耳立てているらしい。
- 水曜日 苦悶先生

以前は金曜日を担当していた。
- 木曜日 おじ3

たけちゃんの紹介により2011年2月14日から月曜日を担当していた作家。
「おじ3」の読みは発音は「お」を強く読む。番組開始当初からのニコラジリスナーでもある。
2014年10月より木曜日担当となった。
- 金曜日 たけちゃん

担当曜日以外でもたびたびスタジオにくることがある。未だ正体不明の作家。
シャイで恥ずかしがり屋な印象。

### 過去の出演者
パーソナリティ
- 西田新

『ニコサタ』のパーソナリティ。いじられ役。
金曜日マンスリーパーソナリティ
- TAKEMURA(SNAIL RAMP) - 2010年4月
- 古坂大魔王&浜ロン（アシスタント） - 2010年5月
- 杉作J太郎&吉田豪 - 2010年6月
- 森永卓郎 - 2010年7月
- 手島優 - 2010年8月
- たけし軍団 - 2010年9月

第1週 玉袋筋太郎&中嶋美和子（アシスタント）
第2週 井手らっきょ&中嶋美和子（アシスタント）
第3週 ほたるゲンジ&鳩山来留夫
第4週 グレート義太夫&なべやかん
- ぽこた&蛇足 - 2010年10月 - 12月
- ゴールデンボンバー - 2011年1月 - 3月
- 赤飯 - 2011年4月 - 6月
- 浅倉大介&あさまる - 2011年7月 - 9月
- 事務員G - 2011年10月 - 12月
- 爆笑コメディアンズ&白服 - 2012年1月 - 3月
- YELLOW FRIED CHICKENz - 2012年4月 - 6月
- せんとす - 2012年7月 - 9月
- ぶいら (小原ブラス)- 2012年10月 - 12月
- 伊東歌詞太郎&レフティモンスター - 2013年1月 - 3月
- ギルティ†ハーツ - 2013年4月 - 6月
- M.S.S Project - 2013年7月 - 9月
- アルスマグナ - 2013年10月 -

アシスタント
- 火曜日アシスタント:有野いく（ありのいく）

2013年に行われたニコラジアシスタントオーディションに合格し火曜日に配属された。
- 水曜日アシスタント:MOTTY（もてぃー）

有野いく同じくニコラジアシスタントオーディションに合格し水曜日に配属された。ニコニコ生放送のゲーム実況者でもある。
モーニング娘。とハンバーグが大好き。
- 木曜日アシスタント:さつき が てんこもり

ボカロPでもある。
スタッフ
- 元木曜日作家:出禁

某在京民放局を出入禁止になった伝説があるため出禁と呼ばれることとなった。毎回のタイトルが各曜日の中で断トツに長い。
漫画家の池山田剛の弟である。漫画家である姉の手伝いをするために2010年9月30日木曜日で担当からはずれた。

## コーナー

### 月曜～木曜コーナー

#### 月曜～木曜現行コーナー
やまだトピックス
やまだひさし(またはアシスタントやゲスト)が用意したネタの4つでアンケートを行い最も投票が多かったネタでトークを行うコーナー。
11月8日から2択になった。
12月6日から「ニコニコニュース」の中から選んだ4つのニュースからひとつを選んで語る形式に変更。
後述の7月12日の事件により7月12日～7月14日はこのコーナーは行われなかった。
コメント全読み
やまだひさし(およびアシスタントやゲスト)が1分間、あみだくじによる抽選で決定した部屋のコメントを全て読むコーナー。
7月15日は外出中の百花繚乱に代わり、「凸激!隣の都道府県」でスカイプで繋がったユーザーがコメント全読みに参加することとなった。
11月中旬よりニコ電が開始されたため,ニコ電を実施しない場合に限り行われるようになった。
2月14日に放送作家の提案により全読みが行われた。
まいにちニコ電
「ニコニコ電話」を使い、リスナーと話をするコーナー。

#### 月曜～木曜終了コーナー
やまだトピックス
やまだひさし(またはアシスタントやゲスト)が用意したネタの4つでアンケートを行い最も投票が多かったネタでトークを行うコーナー。
11月8日から2択になった。
12月6日から「ニコニコニュース」の中から選んだ4つのニュースからひとつを選んで語る形式に変更。
後述の7月12日の事件により7月12日～7月14日はこのコーナーは行われなかった。
予習してきました
初期のニコラジのレギュラーコーナー。おニコニコお動画初心者のおやまだひさしが見つけた面白おニコニコお動画をお紹介する。
このコーナーのせいで動画のコメントが「ニコラジから」で埋まってしまう点が問題と言われていた。

#### 月曜現行コーナー
- 百花繚乱が行ってみた！
- ニコラジ基調講演やってみた！
- ぴったりクリック！チャレンジしてみた！

#### 月曜終了コーナー
あつーく名セリフを言ってみよう!
熱い才能の無駄遣い!
常識熱風せれなーで
月曜作家たけちゃんのツイッターのフォロワー1か月で1万人計画！
ニコラジ月曜サスペンス劇場
リスナーが投稿した「怖い写真」を紹介するコーナー。霊のようなものが写りこんだなどの本当に怖い写真から別の意味で怖くなってしまう怖い写真まで幅広く募集している。
ニコラジ映像ショ～
やまだトピックスの最中に行われるコーナー。トークとは全く関係の無い映像が流れるためリスナーの興味は散漫する。
携帯メールプロファイリング
お題の数文字を携帯に打ち込み、予測変換の最初に出てきた文章をつなげてやまだひさしがその意味を考えるコーナー。
今年あったテングーな話
キャプテンやまだのニコ動クルーズ
ニコニコ動画にアップロードされているニコラジに関する動画を探して視聴するコーナー。
みた事ないこの漢字 何て読む？
ニコラジアンケート『ユーザーまっぷたつ！』

#### 火曜現行コーナー
- ハッシュタグ大喜利
- NGワードグルメ批評
- 芸人祭り

#### 火曜終了コーナー
これが答えだ!
ロマンチック川柳
メールでリスナーから募集した川柳の五七五の五七、コメントから抜き出した五でロマンチックな川柳を作ろうというユーザー参加型コーナー。
できあがった川柳を見ると「ロマンチック」とは無縁の面白川柳になっていることしかなかった。
バーチャドラマー
一刀両断!ニコニコ斬り!
ニコニコ四コマ劇場!
アニマルチャンピオンシップ!
おぱやんまたはリスナーが用意した動物のおもしろ写真に対して、動物が何と言っているかをコメントするユーザー参加型コーナー。
動画に台詞をつける時はコーナー名にβが付く。
ジングルベスト3！
リスナーから投稿されてきたジングルの中から良いジングルベスト3と残念なジングルベスト3を発表するコーナー。
残念なジングル1位に選ばれると真っ白なTシャツがもらえる。あまりにも残念な場合は殿堂入りとなる。
オパヤンツアーズ
旅行で訪れたくなってしまうような世界の絶景画像や料理を紹介するコーナー。
噛んでたまるか！早口ラップ
逆再生！しさひだまや

#### 水曜現行コーナー
- 噂のニコマガジン！YNYN(ヤンヤン)
- ゲストと絶対おススメ　ばーさすSHOW！

#### 水曜終了コーナー
勝ち抜け!女神のウルトラクイズ
女性に関するクイズを行い、勝ち残ったリスナーの中から1名に、やまだが愛用している「ウィーン」と音がする物をプレゼントするリスナー参加型コーナー。
女の紙一重裁判
こんな女性はアリかナシか、お題をリスナーからメールで受け付け、コメントでアリナシの判定をするリスナー参加型コーナー。
ブラボー!ジョーking
アメリカンジョークっぽいものをユーザーがメールで投稿し、やまだひさしが実際にアメリカ人っぽく紹介し、
そのジョークに対してリスナーが「ブラボー!」「Boo」でジョークの評価を行う。
っぽくねー選手権
返信!メタモル・フェーゼ
2010年5月12日のゲスト、K.A.Z(VAMPS)が「メタモルフォーゼ」を言い間違ってしまった事により発生したコーナー。
お題に対して語尾に「フェーゼ」を付けコメントしてもらう。8月4日に最終回を迎えた。
週刊！スクープ写メDAY！
リスナーが特派員となって、面白看板、面白風景、面白い瞬間を写真に撮って投稿するコーナー。

#### 木曜現行コーナー
週刊VOCALOIDランキング
ニコニコ動画に投稿されている同名の動画をコーナー化したもの。動画と違い10位からの発表で、やまだひさしとオワタPがその場で曲の説明を読み上げる。
- ニコラジJCN
- ニコ電！ボカロリバースクイズ

#### 木曜終了コーナー
タレント名鑑を見てピンとこない人をゲストに呼ぼう
初週の木曜にコーナー告知、翌週の木曜にコーナー終了のお知らせ、と実質実現しなかった幻のコーナー。わざわざ購入したタレント名鑑は経費で落ちたのかは不明。
今まで受けた事のない人生相談を受けよう
ニコラジスター誕生〜今までに聞いた事のない歌を作ろう〜
ニコラジ連続ドラマ小説・男と女のラブ絵本」
ニコラジ劇場
シチュエーションと台詞を募集し、ゲストが読み上げるコーナー。
あの有名人が言った事がない一言を言ってみよう
凸激!隣の都道府県
発見！街角繚乱・街角やまちゃん
街で見かけた「百花繚乱」の文字や「やまちゃん」を写真で募集するコーナー。

#### 不定期コーナー
歌い手勝負！歌詞のサビとり合戦！
歌のサビでゲストとしりとりの勝負をするコーナー。1分経過するか最後に「ん」が付いてしまった人は持っている風船を割られてしまう。
虫食い歌バトル
歌詞の一部を伏せられた状態の曲を聴き、伏せられた部分を含めて歌う対決形式のコーナー。歌いきることができなかった人は耳元で風船を割られる。
絵心対決
アンケートでお題を決定し、30秒間でやまだひさしやゲスト達のうち誰が一番うまくお題の生物をかけるかを競うコーナー。
絵しりとり選手権
絵師が絵でしりとりをするコーナー。何を描いているのかをやまだひさしが当てるまで次の絵に進むことはできない。
部屋別対抗！クジ引き絵師バトル
二人の絵師が制限時間内に描くことができた絵の枚数を競うコーナー。
リスナーから寄せられたお題が書かれたくじを引いて絵を描き、リスナーが描いているものを当てることができると次の絵に進むことができる。
ニコニコ動画講座
ニコニコ動画内でよく使われる略語の説明や、アップロードされているオリジナル曲を視聴をしてゲストにニコニコ動画をよく知ってもらうコーナー。
サトカロイド化・プロジェクト
水曜AD「さとちゃん」のボイスを使いVOCALOIDのように歌わせようという企画。
現在は「サトリズム」、「50音」、「明るいVer」、「ハイトーンVer」がニコニコモンズでDL可能。
ゲストのお部屋拝見
ニコいい話争奪！ニコニコ大喜利
前説を担当した芸人たちが亀スタでいい話をする権利をめぐって大喜利で競い合う企画。
ニコラジAWARD
その年のニコラジで印象に残ったエピソードの復習をする年末の特別コーナー。
ニコラジボカロ大賞
その年にアップロードされたVOCALOIDの曲の中で一番ニコラジリスナーの心に残った曲を決める年末の特別コーナー。

### 金曜コーナー

#### 2010年5月の金曜コーナー
- コサペディア
- 中坊ですよ
- 無茶ぶりラジオコントシアター
- アッコ入ってます（仮）

#### 2010年7月の金曜コーナー
- モリタクアカデミー
- モリタク知恵袋
- モリタクコレクション
- エ○なぞかけ

#### 2010年9月の金曜コーナー
- 軍団大人講座
- 本当にあったたけし軍団の怖い話
- 井手らっきょ伝説ウソかホントか
- 相田らつをのエロにんげんだもの
- オフィス北野会 in ニコラジ

#### 2010年10月–12月の金曜コーナー
- ぽこ蛇トピックス
- セリフジュークボックス
- 名曲しりとり
- コメント全読み
- 禁断の相談室
- 今日のモカ・今日の田所
- くじびきカラオケボックス
- 禁断のお悩み仕分け人
- くじびきジュークボックス
- 大人のカラオケジュークボックス
- カラオケスナックPOKKO
- まいにちニコ電

#### 2011年1月–3月の金曜コーナー
- ユーザー提供クレジット
- ゴルボンNo.1 決定戦！
- この男、ちっちゃ！
- 飛び出せ！実験くん
- 今週のMVP

#### 2011年4月–6月の金曜コーナー
- ホメッター
- バイトーク
- 予測変換！ケータイ大喜利
- VIVA！グランマ
- 赤飯の戦い！台湾大会議への道！
- コメント全読み

## テーマ曲など
ニコラジではユーザーからテーマ曲やジングルを募集している。

### オリジナル曲
今夜はやまだ／クイック前田／song by がくっぽいど
クイックという名前のとおり最速で送られてきた昭和テイストな曲。エンディングテーマとして使われることが多い。
日光ニコラジ／てや／song by やまだひさし
番組のオープニングテーマとして使われることが多い曲。最も多くアレンジされている。口上は赤飯。サビは過去のゲストたちがコーラスを入れている。
2010年12月16日からJOYSOUNDでカラオケ配信が開始された。
まんわれブルース／ma10a／song by 初音ミク
番組終了時に累計来場者数が10000人を越えていない場合に流されていた。
ニコラジ日和／よしつね
テンポの遅い昭和風味の曲。タイトルに反したネガティブな歌詞が特徴。
タイトル未定／モンブランリッチ大佐
木曜アシスタントの百花繚乱をイメージした曲。現在歌詞をリスナーから募集中。
タイトル未定／モンブランリッチ大佐
Fooさんをイメージした曲。
タイトル未定／黒川江理子
東京／てや
ぼくとわたしとニコニコ動画／ヒャダイン／song by ヒャダイン
ニコニコ動画をイメージした曲。ニコラジ聴いてて思いついた曲である。

### カバーとアレンジ

#### サトカロイド
Fire◎Flower／halyosy／covered by 本塁MAX
サト化リズム／中田ヤスタカ／covered by ju
Perfumeのポリリズムの替え歌。
モザイクロール／DECO*27／covered by 岩T
えれくとりっく・えんじぇぅ／ヤスオP／arranged by 骨盤P、covered by 岩T
パンダヒーロー／ハチ／covered by 本塁MAX

#### その他の曲
あみだくじの歌
「コメント全読み」のコーナーでコメントを読む部屋を決めるあみだくじをするときに流れる。
火曜日放送作家のおぱやんと元木曜日放送作家の出禁が歌っている音声をニコニコモンズでダウンロードできる。
サトリズム／中田ヤスタカ／song by 水曜AD佐藤
原曲はPerfumeのポリリズム。

## 特別編

### ニコニコ花火大会2010
2010年8月10日(火)22:00–23:00。
司会：やまだひさし ゲスト：角谷浩一、松嶋初音、ひろゆき、百花繚乱
CGで作った花火8,032発(98.928GB)を見ながら出演者のトークを聞く放送。通常の打ち上げ花火に加え、上空から降ってくるものや左右から画面中央に向かって水平に飛ぶもの、土星型、8尺玉、笛型、画面が真っ白になるほどのナイアガラなどCGならではの構成となった。
番組後半ではhalyosyのオリジナル曲「Fire◎Flower」に合わせて花火を打ち上げた。
リスナーからは「悲惨な夏の思い出」をテーマにメールを募集した。送られてきたメールは翌週の「夏の悲しい思い出供養しましょ〜う！」のコーナー内で供養された。
最終的には、来場者数：58,457人 コメント数：204,289 というニコラジ史上初の数字を記録した。

### 渋谷に集まれ！ ニコラジ夏の公開生放送スペシャル＠TOKYO FM渋谷スペイン坂スタジオ
2010年8月20日(金)15:00–16:30。
パーソナリティ：やまだひさし アシスタント：百花繚乱 ゲスト：蛇足、clear、ぽこた、祭屋、みーちゃん、けったろ、らっぷびと、野宮あゆみ、のある、ゴールデンボンバー
TOKYO FM渋谷スペイン坂スタジオでのニコラジ初となる公開生放送。
スタジオ閲覧者の中から抽選で10名に『ニコニコ大会議～笑顔のチカラ～』のポスターがプレゼントされた。
百花繚乱はSkypeでの参加。渋谷をニコニコ大会議のポスターを持ちながら歩き回った。
コーナー
リア10クエスチョン：前日の放送でリスナーから寄せられた質問にゲストが答えるコーナー
コメント全読み
来場者数：35,554人 コメント数：312,661。

### ヲタラジ
2010年9月9日(木)22:00–24:00。
パーソナリティ：松岡充、やまだひさし アシスタント：百花繚乱
ニコラジ初のニコニコ公式生放送の月一レギュラー番組『松岡充の世の中ヲタしい事だらけ』とのコラボ番組。閉店後のゴルフ場の和室から生放送した。
コーナー
箱の中はおかしいことだらけ！ むちゃぶりパターゴルフ対決！：くじでパターとして使う道具を選び、先にパットを決めた人が勝ちとなる。勝者は持ち寄ったやりたいことができる。
繚乱トピックス
やまびこさんいらっしゃ～い！
ゴルフマニアック話：松岡充がゴルフについて語るコーナー。
あなたのニコらしいエピソード：リスナーの思わずニコッとしてしまう話を募集するコーナー。
週刊VOCALOIDランキング
コメント全読み
来場者数：24,269人 コメント数：129,763。

### ニコ・ラジエモン
2010年11月29日(月)22:00–24:00。
パーソナリティ：堀江貴文、やまだひさし ゲスト：安田美沙子、宮下雄也、湯澤幸一郎
ニコニコ公式生放送の月一レギュラー番組『ホリエモンの満漢全席』とのコラボ番組。
コーナー
四次元質問ポケット：リスナーからの質問に答えるコーナー。
もしもしボックス：ニコ電のコーナー。
ホレ、え～～～～もん：堀江貴文が全国のおいしい食べ物を紹介するコーナー。
コメント全読み
来場者数：59,199人 コメント数：51,359。

## 企画

### 繚乱が行くアポなし凸シリーズ
2010年5月28日 この週の火曜日のやまだひさしのニコラジ本番中に繚乱が裏で自分の生放送をしてしまい、やまだひさしと視聴者の反感を買い、木曜日の生放送でやまだひさしから「秋葉原へ行け」と言われ秋葉原へ向かう羽目になる。コメントで皆におでん缶を買ってこい、などと言われ本番終了までには間に合わなかったものの実際におでん缶を買ってきた。
2010年6月11日 その週の火曜日にお邪魔した繚乱はジコラジに変えてしまう不祥事を起こしたことから、この木曜日に新宿2丁目に行くことを告げられたが、本人は至ってノリノリで女装で潜入、ニコラジの宣伝用紙を配りながら、その土地の某公園に行ったり、某コンビニに行った、ちなみにコンビニできわどいゼブラパンツを購入していた。繚乱はゼブラパンツをこれでもかといわんばかりにびよーん、びよーんと執拗に伸び縮みさせて悦んでいた。
2010年7月15日 「なんちゃって志村軒」へ繚乱が向かうが、更地だった。跡地には「なんちゃって志村軒」が使っていたと思われるどんぶりがころがっていたが、「志村軒」の文字が見当たらない為どんぶりの持ち帰りをやまだが拒否した。本来なら皆で「グリーンだよ」で有名なあのビールを用意していたがそれも水の泡になってしまった。さらにFooさんに至っては手の甲に「グリーンだよ!」と文字を仕込んでいた。

### 夏のゲスト祭りウィーク
特に拾われなかったが、7月20日の運コメでは「夏のGUSET祭り」と表示されていた。正しくは「GUEST」である。
2010年07月19日「赤飯」の回。ニコラジではよく来場者0のまま進行するニコラジZEROが発生する。今回に至っては2F席まで満席の様子だったにもかかわらず15分ほどまで0のまま進行。途中で2000人ほどから表示され最終的に11,569人で終わった。コメントは正常に機能しておりこの日は22:00から1万コメスタートし3分で2万コメ7-9分で4万、と順調に伸びに伸び最終的に総数245,175コメで終わった。コメ数から見て1万人ではない様子ぶりだった。

2010年07月20日「ケミーキラー」の回。襲来と言っていいほどのカオスな放送となった。双方の掛け合いを始め、「ダンシングサムライ」の踊ってみた、コメント全読みにおいて大阪の猛者ぶりを存分に見せつけた。ベクトル的には下向きであるが。Fooさんをして「Fooキラー」と言わしめ耳血を流させた。さらにその原因の要因の一つとしてはおぱやんのミスにより普通の会話にアウト発言を投入。さらにコメント全読み中に放送禁止用語連発、その後のコメントでは、(キラ)「あけみちゃん結局やっちゃったね★」(ケミ)「てへ★てへ★」とカオスっぷりを発揮した。さらにさらにその後やまだひさしの名前を忘れ「あなた」呼ばわりする始末。だがしかしこれに留まらず放送終了後のオンマイクで初っ端からゲップに始まりそこに繚乱乱入。そして珍しくBGMが止まる。繚乱が是非自分に化粧してほしいなーというのを告げるとケミが「私が〝やりたい〟目をしてる・・」と例によってカオス発言した、終了間近を予期してケミキラはやまださんに「変わらないやまだひさしは哀しいね☆」と残して終了した。様々なカオス発言連発な1時間だった。
実はこの回、ゲスト紹介する前のやまだトピックスでおぱやんとトークしている時に、おぱやんがやまださんにため語をつい口ばしってしまった事件が勃発。「ショックで後46分仕事できない!お前は嵐より上か!おまえそれマッチの位置だろ!」とショックをぶつけて盛り上がった。

## 事件
- 2010年5月12日ゲストVAMPSのHYDE、サービスショットでパンツを見せてしまった。
- 2010年07月12日 放送前に行った美容院でうっかりうたた寝してしまったやまだひさし。「あわや生放送に遅刻か!?」と息も絶え絶えになりながら「ヤバイなう、ヤバイなう。しんのぞうが、しんのぞうが!!! 」とツイッターでつぶやきつつスタジオに到着。いつもならば開演と同時にフリートークが始まるところで、いつものアンケートに突入。リスナーはつい4番の「やまだひさし フリートーク終了」をクリックしてしまい、これが1位の結果に。しかしやまだひさしはギリギリ間に合っていて、このアンケート結果に憤慨。ご機嫌を損ねたやまだひさしは、翌日・翌々日とフリートークを放棄する。リスナーが事あるごとにコメントで、「サーセン! サーセン!」とサーセン弾幕にて謝罪するという事態に陥った。ちなみにこのサーセン、やまだひさしの故郷の北海道弁では「したっき!」と言うそうで、「次からは〝サーセン〟ではなく〝したっき〟にして」と言ったもののご機嫌が直った木曜の放送ではほとんど使われなかった。
- 2010年07月21日 - ニコラジ始まって以来初めて放送開始前に来場者数が1万人を越え、開始直後には満員になり対策として立ち見席が追加された。
2010年07月22日の放送でも放送前に来場者数が1万人を超えたため、「まえごえ」という言葉が生まれた。ちなみにこの回も立見席が追加された。
- このゲスト祭りの一週間で総来場者数は10万人、総コメント数は110万を記録した。
- 2010年08月25日 - 20時30分頃から20時50分頃までニコニコ動画のサービス全体がダウンする不具合が発生。これに伴ってニコラジも視聴が困難になってしまった。この事件の対処として、通常は事前に予約しない限りプレミアム会員しか使えないタイムシフト機能が、この日の放送のみ使用可能になった。
- 2010年09月29日 - 放送作家の偽乳が運コメの変更に手間取り（放送時には気付いていなかったが、リンクも間違っていた）、『今日ひどい、北原！』とつい本名を名乗ってしまう。この日の放送では偽乳がミスをするたびに『北原！北原！』という北原弾幕が流れた。偽乳はこの他に、自分のパソコンの音を垂れ流したりゲストのヘッドホンの音を最小にしたり特大にしたりとミスを連発していた。
- 2010年10月11日 - 放送内で「日光ニコラジ」がJOYSOUNDで配信リクエストされていることについて話したことがきっかけで放送前は241位だったのが30分程度で一気に1位になるという事態になった。
- 2017年9月29日 - 最終回SPでマラソンを走ることになったせらみかるが、途中で失踪する事件が起きてしまう。並行スタッフが探しても見つかることがなく、コメントから、「せらは死んだ」などと死亡説が出てきた。

結局、並行スタッフが走ることになったが、時間内に走ることができなかったが、P'PARCO側から許可が下り、延長が決定。
そして並行スタッフがゴールすると数分後にせらもゴール。最終的にせらは迷惑をかけたとしてビリビリペンお見舞いされることになった。
そして21：30頃なんとかニコラジは7年半の歴史に幕を閉じた。

## 関連番組
- FM深夜バラエティwktkの枠（エフエムしんやバラエティ「わくてか」のわく）-2012年4月7日（4月8日）開始。JFN系列で土曜日24:00-26:00（実質的には日曜日午前0:00-2:00）[11]で放送のニコニコ動画との同時生放送ラジオ番組。
- ニコラジパラダイス（同じくJFN制作ラジオ番組、2016年4月開始）